# Gummiwurst

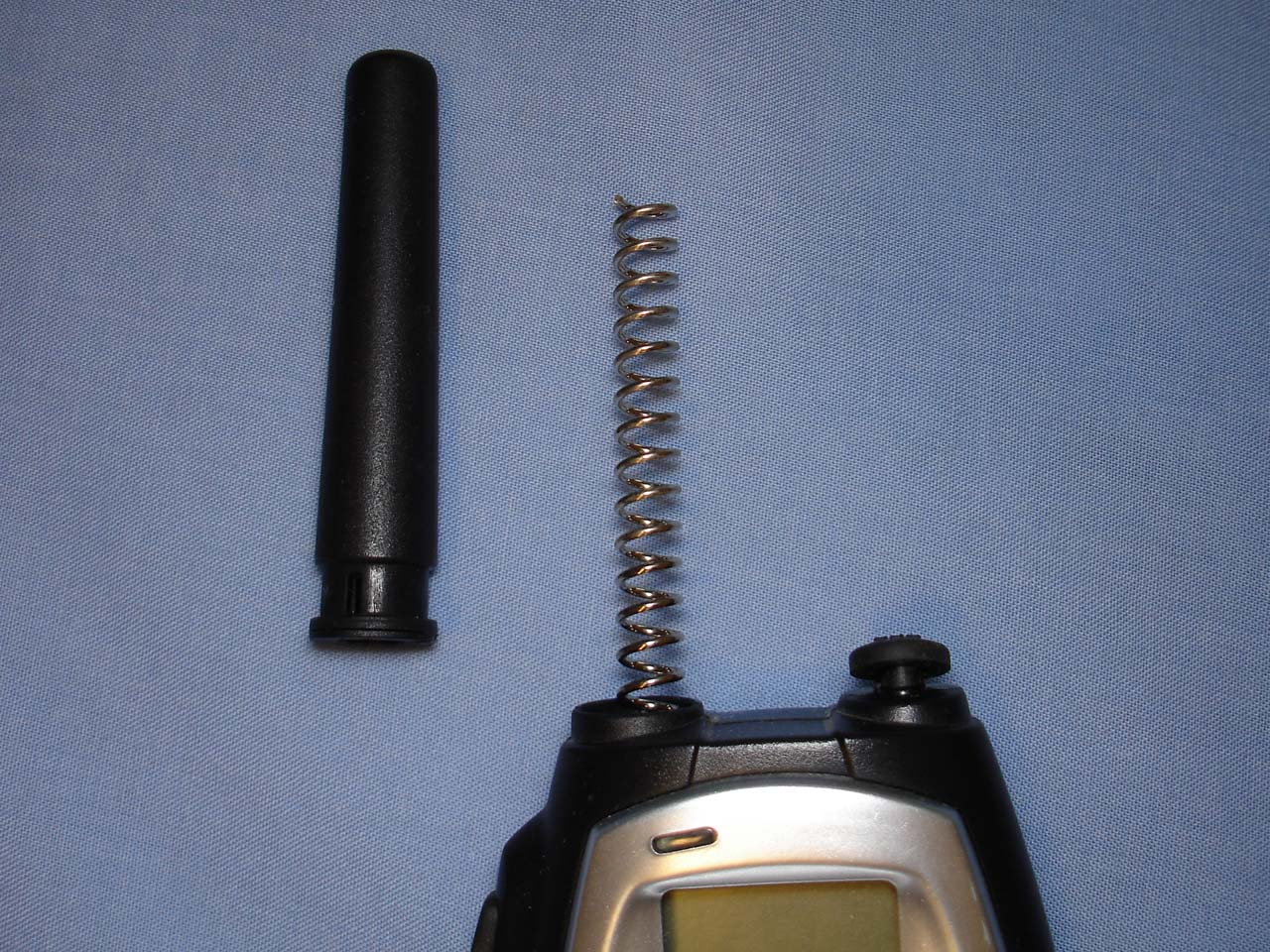
Drahtwendel einer Spulenantenne

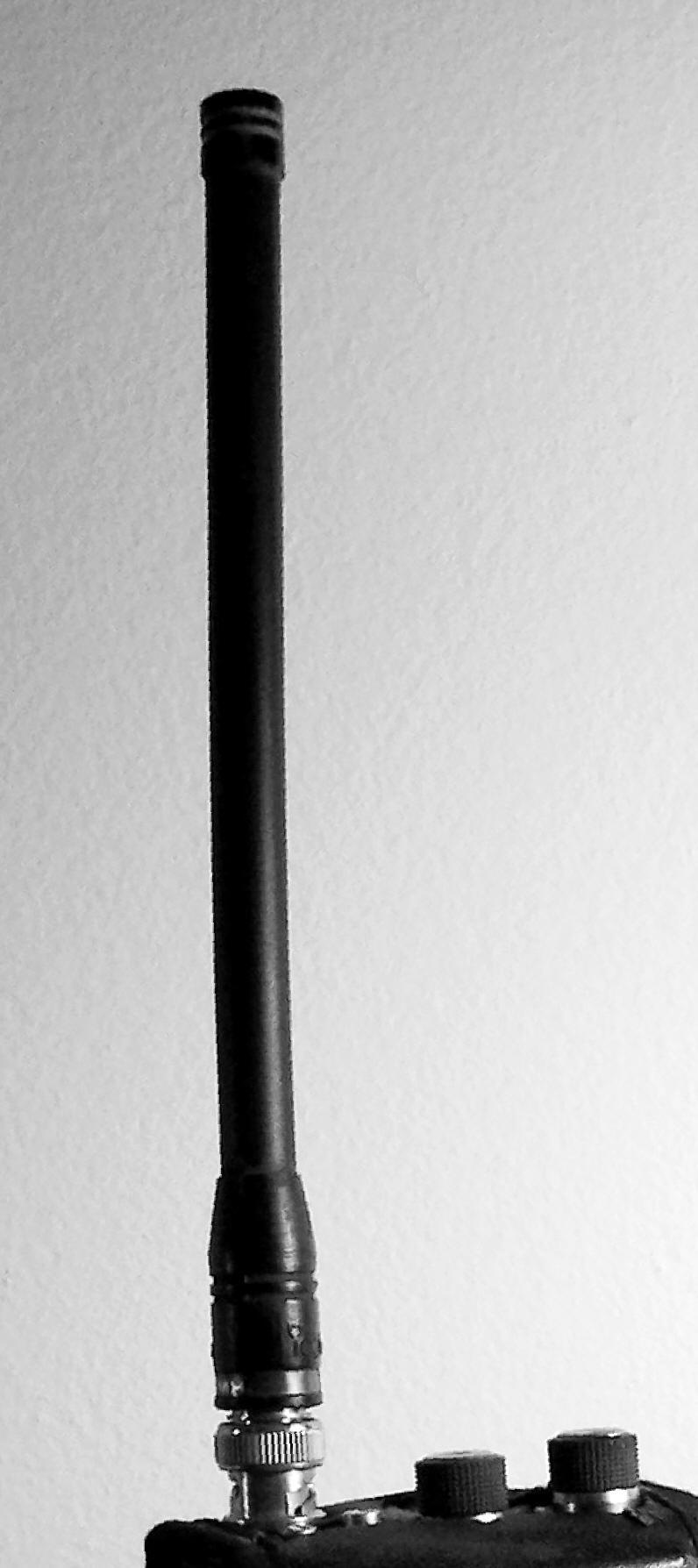
Gummiwurstantenne

Als Gummiwurst wird im Funker-Slang eine induktiv verlängerte, mechanisch kurze Stabantenne mit Viertelwellenresonanz bezeichnet (Spulenantenne), wobei die (elektrische) Verlängerungsspule (ermöglicht mechanische Verkürzung) als einlagige Zylinderspule die gesamte Antenne bildet. Zum Schutz und zur Erhöhung der Stabilität befindet sich diese Drahtwendel komplett in einer Gummi- oder Kunststoffumhüllung.
Anwendung findet diese Antennenform hauptsächlich bei Handfunkgeräten, um die Antenne kurz zu gestalten. Allerdings sinkt durch die Kürze der Antenne auch der Strahlungswiderstand und damit der Wirkungsgrad beträchtlich. Auch bei WLAN-Geräten gibt es ähnlich aussehende Antennen; aufgrund der höheren Frequenz und infolgedessen kurzen Wellenlänge ist hier eine induktive Verlängerung nicht nötig, daher befindet sich im Innern dieser Antenne ein kompletter unverkürzter Koaxialdipol mit entsprechend gutem Wirkungsgrad.
Derartige verkürzte Stabantennen sind nicht mit Wendelantennen (Helixantennen) zu verwechseln, obwohl sie oft ebenso bezeichnet werden. Der Unterschied besteht darin, dass die Wendel bei der Stabantenne nur der induktiven Verlängerung dient und gegenüber der Wellenlänge kleine Dimensionen aufweist. Induktiv verlängerte Stabantennen strahlen daher wie gewöhnliche Dipole quer zur Ausdehnungsrichtung und nicht wie Wendelantennen entlang dieser.